# 大藤剛宏
大藤 剛宏（おおとう たかひろ、1967年 - ）は、世界で活躍する日本の外科医である。岡山大学医学部医学科卒(医学博士)。専門は心臓胸部外科学―肺移植。岡山大学臓器移植医療センター教授を経て、現在米国コーネル大学医学部心臓胸部外科教授。

## 概略
広島県竹原市生まれ。広島加計学園英数学館高等学校、岡山大学医学部医学科を卒業。香川県立中央病院、岡山大学病院での研修を終えて、2002年からオーストラリア・メルボルンにあるモナシュ大学アルフレッド病院心肺移植センターで5年間Senior Transplant Fellowとして研鑽をつむ。2年間は胸部心臓外科でDonald Esmore教授のもと、心臓外科・肺移植の研修を受け、その後の3年間は肺移植内科でGregory Snell教授のもと免疫抑制療法をはじめ初診からドナー評価、そして周術期・遠隔期管理について研修を受ける。また豪州初となる心臓死肺移植プログラムに参加し、2006年には同国初となる心臓死肺移植の一側肺執刀医となる。2007年、日本に帰国し、岡山大学において数多くの肺移植・肺癌手術に従事している。
諸外国では当たり前に受けられる肺移植だが、臓器提供の少ない日本では助かるはずの命が助かっていない現状に直面し、様々なアイデアをもって新しい移植手術に挑戦し続けている。最近では2013年国内最年少患者（3歳）へ肺の中で最も小さな中葉と使った生体中葉移植を世界ではじめて成功させ、それまで国内では肺移植を受けることができないと思われていた小さな小児患者にとって生きる希望の光となった。また、従来の方法では移植には適さないと判断された脳死ドナー肺を、体外臓器リカバリーシステムを応用し移植に適した状態まで回復させて移植することにアジアで初めて成功し、脳死左右反転移殖にも国内で初めて成功した。その後も国内最年少となる2歳児に対し生体肺（下葉）を分割し両肺として移植する生体肺区域移植に世界で初めて成功した。また、脳死と生体肺移植を同時に組み合わせたハイブリッド肺移植にも世界で初めて成功し、片肺しか斡旋されない年齢の患者にも両肺移植ができる選択肢を示した。そして2017年両側下葉が傷んでしまったドナー肺の痛みが少ない上葉部分を用いて左肺を形成し移植するDouble Upper-lobe Transplantに世界で初めて成功しており、これらの術式は医学的に使用を断念されるようなダメージをうけた脳死肺を安全に移植し得る方法としても高く評価されており、臓器提供の少ない日本において無駄になる臓器を減らし、それにより新たな命を救うことに貢献している。2017年には国内最年少となる1歳女児に対し、小児ドナーからの小児脳死肺移植に成功している。小児ドナーから提供された肺は、移植されたレシピエントとともに成長することから、乳幼児を救うためには最適の方法であると期待されている。2020年からはカタール国立Hamad Medical Corporationより肺移植センター設立のため招聘され、初代センター長として世界の肺移植医療に貢献している。

## 経歴
2006年オーストラリアメルボルンにて豪州初となる心臓死肺移植における一側肺の執刀医として貢献。
2010年慢性拒絶反応により荒廃した移植肺を摘出し再び新しい肺と入れ替える両側生体肺再移植に国内で初めて成功。
2010年中枢型進行肺癌に肺保存技術を用いた肺底区域自家肺移植を世界で初めて成功。
2010年改正臓器移植法施行後初の脳死肺移植に成功。
2011年国内最高齢の脳死肺移植に成功。
2011年スリランカ初の肺移植に成功。
2013年国内最年少患者（3歳）への生体中葉移植を世界で初めて成功。
2013年体外臓器リカバリーシステムを応用した肺移植にアジアで初めて成功。
2014年脳死左右反転移殖に国内で初めて成功。
2014年国内最年少患者（２歳）に対し、生体肺葉分割区域移植に世界で初めて成功。
2015年ハイブリッド肺移植（脳死＋生体肺移植を同一レシピエントに同時に行う術式）に世界で初めて成功。
2017年ベトナム側の要請を受け派遣された肺移植チームの執刀医として同国内で初となる生体両肺移植に成功。
また2011年にスリランカで行われた肺移植に続き岡山大の海外での移植手術は2例目。
2017年国内最年少患者（1歳）に対する小児脳死肺移植に成功。
2017年脳死ドナー肺の両側上葉を用いて左肺を形成し移植に世界で初めて成功。
2020年日本国外で初のOto Procedure（肺癌自家肺移植）に成功（カタール）
2021年カタール国で同国初となる脳死肺移植に成功。
肺移植医としての活動が評価され2011年岡山県より岡山県文化奨励賞が、2013年には岡山アワード特別賞（医学）、そして同年岡山武蔵賞（大賞）がそれぞれ贈られている。また2011年に施行したスリランカ初の肺移植成功を称えスリランカ厚生大臣賞がマイトリーパーラ・シリセーナ氏（現スリランカ大統領）より贈られている。また2021年にはカタール初の肺移植成功を祝してカタール国首相より栄誉を与えられている。

## テレビ番組・ニュース特集
- ヒューマンサイエンススペシャル（テレビ朝日、2012年11月18日放送、BS朝日12月再放送）
- スッキリ!!（日本テレビ、2013年7月3日放送）
- 報道ステーション（テレビ朝日、2013年7月2日放送）
- おはよう日本（NHK、2013年7月2日放送）
- みのもんたの朝ズバッ!（TBS、2013年7月2日放送）
- 情熱大陸（毎日放送、2014年3月16日放送）[12]
- FNSドキュメンタリー大賞（フジテレビ、2014年10月15日放送）
- 報道特集（TBS、2014年10月25日放送）
- Live Nippon（BS朝日、2014年12月6日放送）
- 情熱大陸（毎日放送、2015年4月12日放送）[13]
- 林修の今でしょ!講座（テレビ朝日、2016年10月4日放送）
- スーパードクターズ（TBS、2017年7月24日放送）
- ドキュメントJ（BS-TBS、2018年6月9日放送）

## 特集された雑誌
- 医心伝身（週刊ポスト・小学館、2010年9月10日号）
- 新「名医」の最新治療・間質性肺炎（週刊朝日・朝日新聞出版、2014年3月7日号）
- 最新医療の名医たち（フライデー (雑誌)・講談社、2014年3月7日号）
- ドクターの肖像（メディカルプリンシプル社、2018年6月号）

## 関連著書
- 中村勘三郎　息子は肺提供まで考えた（AERA　朝日新聞出版、2013年1月12日号）
- 中村勘三郎最期の131日　哲明さんと生きて（波野好江著 集英社、2014年1月12日号）